# Mancur Olson
Mancur Olson (22 januari 1932- 19 februari 1998) was een Amerikaanse econoom, die zich vooral bezighield met institutionele economie, collectieve actie en economische ontwikkeling. Olson gaf een nieuwe bijdrage aan de logische basis van de collectieve handelingstheorie. 
In zijn eerste boek, The Logic of Collective Action: Public Goods and the Theory of Groups (1965) geeft hij aan dat individuen collectief handelen om private goederen te verkrijgen, maar niet om collectieve goederen te verkrijgen. Deze gedachtegang staat bekend als het dilemma van de collectieve actie.

## Geselecteerde werken
- (en)  The Logic of Collective Action: Public Goods and the Theory of Groups, Harvard University Press, 1st ed. 1965, 2nd ed. 1971.  Beschrijving en hoofdstuk-preview, pag. link-x.
- (en)  The Rise and Decline of Nations: Economic Growth, Stagflation, and Social Rigidities, Yale University Press, 1982. Beschrijving en hoofdstuk-preview ix
- (en)  Power and Prosperity: Outgrowing Communist and Capitalist Dictatorships, Oxford University Press, 2000. Beschrijving en hoofdstuk-preview link

- Bibsys: 90096579
- Bibliothèque nationale de France: cb12278089r (data)
- CiNii: DA0073651X
- Gemeinsame Normdatei: 11858989X
- International Standard Name Identifier: 0000 0001 1697 6698
- Library of Congress Control Number: n50025276
- Bibliotheek van het Japanse parlement: 00451766
- Nationale Bibliotheek van Tsjechië: jn20031219011
- Nationale bibliotheek van Australië: 35398295
- Nationale Bibliotheek van Israël: 987007586225505171
- Nationale en Universitaire bibliotheek Zagreb: 000342935
- Nederlandse Thesaurus van Auteursnamen: 07092192X
- Réseau des bibliothèques de Suisse occidentale: 02-A003655778
- Istituto Centrale per il Catalogo Unico: CFIV005110
- LIBRIS: 275912
- SNAC: w6fc5vrr
- Système universitaire de documentation: 031596819
- Virtual International Authority File: 108503985
- WorldCat: E39PBJgd7KCR3WkQ8R6jGCXDbd